# منصور بن عكرمة بن خصفة
مَنْصُورُ بْنُ عِكْرِمَةَ بْنِ خَصَفَةَ شاعر وفارس جاهلي وهو جد قبائل سُليم وهوازن ومازن وسلامان. وله قصة مع قومة بنو معد بن عدنان وهو سبب لتسمية أعصر بن سعد بن قيس عيلان (دُخان) وهي: كَانَ رَجُل من ملوك اليمن فِي أول الزمان يغير عَلَى بنو معد وكان مسورًا، فأغار عليهم ثُمَّ انتهى بجمعه إلى كهفٍ، فدخل فِيهِ ومن معه، وتبعه بنو معد فجعل أعصر بن سعد يدخن عليهم فسمي دُخانًا، فهلك الملك وأصحابه،

وقال في ذلك منصور بن عكرمة بن خصفة: 
إنا وجدنا أعصر بْن سعد
متمم البيت رفيع المجد
أهلك ذا الأسوار عن معد

## نسبه
- هو: منصور بن عكرمة بن خصفة بن قيس عيلان بن مضر بن نزار بن معد بن عدنان بن ادد.
- أمه: تعلة بنت سعد بن قيس عيلان بن مضر بن نزار بن معد بن عدنان بن أدد.

## زوجاته
- تكمة بنت مُر بن بن أد بن طابخة بن إلياس بن مضر بن نزار بن معد بن عدنان (وهي أخت تميم).
- سلمى بنت غني بن أعصر بن سعد بن قيس عيلان مضر بن نزار بن معد بن عدنان.

## إخوته
- ملكان (أبو مالك) بن عكرمة
- عامر بن عكرمة، ودخل بنو عامر وملكان في قبيلة تيم الله بن ثعلبة من بكر بن وائل وهم بطنين الأول هو:
  - بني أبو ملك
  - بني عامر بن عكرمة

وقال فيهم التيمي:
أما بني عامر بن عكرمة لهم بقية في البادية لم تحالف بني تيم الله، فبنو أبي مالك بن عكرمة بطنان:
- بنو الدّيل بن حمار بن ناج بن أبي مالك
- بنو الحارث بن حمار بن ناج بن أبي مالك،[5][6]

و هم حلفاء لبني تيم اللّه بن ثعلبة بن عكابة من بكر بن وائل ومنزلهم العقبة بالبطن، وهم أربعمائة بيت
- سعد بن عكرمة
بنوه دخلو في بني سُليم[7]

## أبناؤه وبناته
- سُليم بن منصور، جد قبيلة بنو سُليم
- سلامان بن منصور، جد بنو سلامان (وهم غير عن بنو سلامان من الأزد)
- سلمى بنت منصور[8]

تزوجت سلمى بنت منصور مالك (مذحج) بن أدد وأنجبت:
- مراد بن مذحج
- سعد بن مذحج
- جلد بن مذحج
- عنس بن مذحج
- لميس بن مذحج[9][10]

ثم تزوجت بعدها عنزة بن أسد بن ربيعة وأنجبت:
- يذكر
- يقدُم[11]

فهي جدة قبيلتي بني عنزة وبني مذحج.
أمهم الثلاثة تكمة بنت مُر بن بن أد بن طابخة بن إلياس بن مضر بن نزار بن معد بن عدنان، (وهم أخوان غطفان بن سعد من أمهم).
- هوازن بن منصور، وهو جد قبائل هوازن
- مازن بن منصور، وهو جد قبيلة بني مازن، 
وأمهما : سلمى بنت غني بن أعصر بن سعد بن قيس عيلان مضر بن نزار بن معد بن عدنان[7][12][13][14][15]

## الاختلافات
يرى الناس نظريات كثيرة حول نسب منصور بن عكرمة أولها هي:
- البعض يزعم أن عكرمة (أب منصور) بن مُباشر لقيس عيلان وأن الابن الوحيد لخصفة هو محارب فيصبح نسب منصور هكذا: منصور بن عكرمة بن قيس عيلان
- البعض يرى أن عكرمة أمه اسمها (خصفة) وغلب اسمها عليه فقيل إنه عكرمة بن خصفة كما قيل في بنو خندف
- وأيضًا أتى اختلاف في نسب أعصر بن سعد بن قيس عيلان (جد قبائل باهلة وبنو غنى) يرى البعض أنه بن مُباشر لقيس عيلان وأخ عكرمة فيصبح عم منصور,[16]
- ولا سيما أن أشهر ابن لمنصور هو هوازن فبنوه قبائل كُثر ولكن أيضًا اتى في نسب هوازن أشكال، فلبعض يرى أن هوازن حفيد منصور وأن أب هوازن سعد بن منصور بن عكرمة، واتفق في ذلك الرأي مرتضى الزبيدي ومحمد بن علي الأثيوبي[5][8]

فلا يعلم ما هو النسب الصحيح ولكن الأقرب للصحة هو أن أعصر بن سعد بن قيس عيلان وعكرمة بن خصفة بن قيس عيلان فيصبح عكرمة ابن عم أعصر، وأما رأي أن هوازن بن سعد فهو رأي ضعيف عند أهل العلم والأقرب أنه ابن منصور